# Hype (Sangiovanni)
Hype è un singolo del cantante italiano Sangiovanni, pubblicato il 28 marzo 2021 come quarto estratto dal primo EP eponimo.

## Tracce
Testi e musiche di Alessandro La Cava e Stefano Tognini.
1. Hype – 2:53

## Classifiche
| Classifica (2021) | Posizione massima |
| ----------------- | ----------------- |
| Italia            | 25                |